# No Mythologies to Follow
No Mythologies to Follow er den danske sanger og sangskriver MØ's debutalbum. Albummet blev udgivet den 7. marts 2014 af Sony Music af Chess Club Records og RCA Victor. Det modtog positive anmeldelser fra musikanmelderne. På Metacritic, som kompilerer en standard rating på en 100-score scala fra mainstream publikationer, modtog albummet en gennemsnitlig score på 76 ud fra 19 anmeldelser, hvilket indikerer "generelt gode anmeldelser". No Mythologies to Follow debuterede som nummer 58 på UK Albums Chart og solgte 1.438 kopier den første uge. Det danske underholdningsmedie Soundvenue gav albummet 5 ud af 6 stjerner og skriver, at "Dét er et godt popalbum, og sådan et har 25-årige Karen Marie Ørsted begået."

## Baggrund
I et interview med magasinet Interview, er MØ citeret for at sige:
"Jeg skrev alle sangene, og jeg er knyttet til alle sangene. De passer sammen, og jeg føler, at de fortæller en historie. Hvis jeg skulle nævne en ting, som jeg synes repræsenterer albummet meget godt, så er det sangen 'Pilgrim'. Den er meget simpel og stærk i sit budskab. Både produktionsmæssigt og lyrisk, er den meget simpel og minimalistisk, men den har nogen dybde på sig."
Albummets tema, som hun forklarer til Interview, er om at være ung, uerfaren og at være faret vild i det vanvittige samfund, som vi lever i. Hun uddyber temaet i interviewet: "Når du er ung og usikker, er der meget pres for at leve op til idealer, og det er umuligt. Det er svært at finde ends egen vej og navigere gennem det. Det er temaet for albummet: at være ung og søgende."
MØ optog alle vokaler for albummet på sit teenageværelse i hendes barndomshjem på Fyn.

## Priser og anmeldelser
Ved den årlige uddeling af musikprisen P3 Guld, som blev afholdt den 5. april 2014, blot en måned efter udgivelsen af debutalbummet, vandt MØ hovedprisen, P3 Prisen. Melanie C, også kendt som Sporty Spice fra den britiske pigegruppe Spice Girls, overrakte MØ trofæet ved prisoverrækkelsen. Sangen "Say You'll Be There" er desuden et cover af Spice Girls' oprindelige sang.
MØ kunne desuden indkassere fire priser ved Danish Music Awards 2014, hvor No Mythologies to Follow vandt prisen for Årets Udgivelse. MØ vandt desuden tre andre priser i kategorierne: Årets Danske Solist, Årets Nye Danske Navn og Årets Musikvideo (for musikvideoen til sangen "Walk This Way"; instrueret af Emile Rafael og produceret af Caviar).

## Numre
Al tekst er skrevet af Karen Marie Ørsted; al musik er komponeret af Ørsted og Ronni Vindahl; alle numre er produceret Vindahl; udover hvor det ellers er noteret.
| 1.            | "Fire Rides"               | Ronni Vindahl       | 3:27  |
| 2.            | "Maiden"                   | Vindahl             | 3:45  |
| 3.            | "Never Wanna Know"         | Vindahl             | 4:13  |
| 4.            | "Red in the Grey"          | Vindahl             | 3:46  |
| 5.            | "Pilgrim"                  | Vindahl             | 3:52  |
| 6.            | "Don't Wanna Dance"        | Vindahl James Dring | 3:15  |
| 7.            | "Waste of Time"            | Vindahl             | 3:35  |
| 8.            | "Dust Is Gone"             | Vindahl             | 3:49  |
| 9.            | "XXX 88" (featuring Diplo) | Vindahl Diplo       | 3:41  |
| 10.           | "Walk This Way"            | Vindahl             | 3:42  |
| 11.           | "Slow Love"                | Vindahl             | 3:37  |
| 12.           | "Glass"                    | Vindahl             | 3:16  |
| Total længde: | Total længde:              | Total længde:       | 43:59 |

| 13.           | "No Mythologies to Follow"                        | Vindahl       | 3:42  |
| 14.           | "Dummy Head"                                      | Vindahl       | 3:29  |
| 15.           | "The Sea"                                         | Vindahl       | 3:39  |
| 16.           | "Gone and Found"                                  | Vindahl       | 4:56  |
| 17.           | "Fire Rides" (Night Version)                      | Ørsted        | 3:28  |
| 18.           | "Dust Is Gone" (Night Version)                    | Ørsted        | 4:15  |
| 19.           | "Slow Love" (Night Version)                       | Ørsted        | 4:14  |
| 20.           | "The Sea" (Night Version)                         | Ørsted        | 3:54  |
| 21.           | "Album Track by Track" (video (iTunes Store only) |               | 19:40 |
| Total længde: | Total længde:                                     | Total længde: | 94:50 |

| 21.           | "Pilgrim" (MS MR Remix)                             | Vindahl Ørsted Fenger | 2:53   |
| 22.           | "Say You'll Be There"                               | Vindahl Ørsted Fenger | 3:52   |
| 23.           | "Album Track by Track" (video on iTunes Store only) |                       | 19:40  |
| Total længde: | Total længde:                                       | Total længde:         | 101:35 |